# 폴 슈튼
폴 슈튼(Paul Sutton, 1910년 5월 14일 ~ 1970년 1월 31일)은 미국의 배우이다.

## 영화
- 어롱 케임 존스 (1945년)
- 사막의 노래 (1943년)
- 채드 한나 (1940년)
- 분노의 포도 (1940년)
- 쾌걸 조로 (1940년)
- 발라라이카 (1939년)
- 무법자 제시 제임스 (1939년)
- 대뉴욕 (1938년)
- 더 파이어플라이 (1937년)